# 1954 في المملكة المتحدة
فيما يلي قوائم الأحداث التي وقعت خلال عام 1954 في المملكة المتحدة.

## سياسة

### تعيين في المنصب
- 1 يناير – جون جوليوس نورويتش عضو مجلس اللوردات.
- 19 أكتوبر – هارولد ماكميلان وزير الدفاع [الإنجليزية]‏.

## رياضة
- 1 يناير – بطولة ويمبلدون 1954

## ظهور
- 1 يناير – أسفل الشباك رواية من تأليف أيريس مردوك.
- 1 يناير – أمير الذباب كتاب من تأليف ويليام غولدنغ.

## كتب
من الكتب التي صدرت هذه السنة في المملكة المتحدة:
- 17 سبتمبر – أمير الذباب من تأليف ويليام غولدنغ.
- 1 نوفمبر – الرحلة المجهولة من تأليف أجاثا كريستي.

## مواليد

### يناير
- 6 يناير – أنتوني مانغيلا[1]
- 6 يناير – ترودي ستايلر[2]
- 16 يناير – روبن ديفيز ممثل بريطاني.[3]
- 18 يناير – جيف كلارك لاعب كرة قدم بريطاني.
- 21 يناير – فيل تومبسون لاعب كرة قدم إنجليزي.[4]

### فبراير
- 9 فبراير – كيفن وارويك[5]
- 20 فبراير – أنتوني هيد ممثل إنجليزي.[6]
- 20 فبراير – جلينيس كولز لاعبة كرة مضرب بريطانية.

### مارس
- 9 مارس – بوبي ساندز[7]
- 9 مارس – جوك تايلور متسابق دراجات نارية من المملكة المتحدة.
- 9 مارس – جيم ستيوارت لاعب كرة قدم اسكتلندي.[8]
- 10 مارس – تينا تشارلز مغنية من المملكة المتحدة.[9]
- 12 مارس – فرانسيس مارتن أودونيل دبلوماسي أيرلندي.

### أبريل
- 19 أبريل – تريفور فرانسيس لاعب ومدرب كرة قدم إنجليزي.[10]

### مايو
- 8 مايو – كوامي أنتوني أبيا[11]
- 11 مايو – جون غريغوري لاعب ومدرب كرة قدم إنجليزي.[12]
- 14 مايو – بيتر راتكليف أستاذ جامعي من المملكة المتحدة.[13]
- 14 مايو – جوي كريج لاعب ومدرب كرة قدم اسكتلندي.[14]
- 18 مايو – جيمي كيس لاعب ومدرب كرة قدم إنجليزي.[15]
- 23 مايو – جيري أرمسترونغ لاعب كرة قدم أيرلندي شمالي.[16]
- 23 مايو – كيث كامبل[17]

### يوليو
- 11 يوليو – جيف بالمر لاعب كرة قدم إنجليزي.

### أغسطس
- 3 أغسطس – غاري بيترز[18]
- 16 أغسطس – جورج غالوي[19]
- 25 أغسطس – إلفيس كوستيلو[20]
- 27 أغسطس – جون لويد
- 29 أغسطس – فيل ووكر لاعب كرة قدم إنجليزي.
- 31 أغسطس – ألان كينيدي لاعب كرة قدم إنجليزي.

### سبتمبر
- 3 سبتمبر – ديفيد إلاري حكم كرة قدم من المملكة المتحدة.
- 18 سبتمبر – ليندساي سميث لاعب كرة قدم إنجليزي.
- 23 سبتمبر – شيري بلير[21]

### أكتوبر
- 19 أكتوبر – سام ألاردايس[22]
- 19 أكتوبر – كين ستوت[23]
- 23 أكتوبر – غراهام ماثر سياسي من المملكة المتحدة.
- 27 أكتوبر – فرانك غري لاعب كرة قدم اسكتلندي.[24]
- 29 أكتوبر – لي تشايلد[25]

### نوفمبر
- 11 نوفمبر – نيك هولمز لاعب كرة قدم إنجليزي.[26]
- 21 نوفمبر – سيمون فيشر تيرنر[27]

### ديسمبر
- 5 ديسمبر – حنيف قريشي[28]
- 15 ديسمبر – أليكس كوكس مخرج أفلام بريطاني.[29]
- 24 ديسمبر – هيلين جونز سياسية بريطانية (مواليد 1954).
- 25 ديسمبر – آني لينوكس موسيقية بريطانية.[30]
- 28 ديسمبر – روبرت كالدربانك رياضياتي بريطاني.
- 31 ديسمبر – أليكس ساموند[31]

## وفيات

### يناير
- 1 يناير – أرون جونز (مواليد 1881) لاعب كرة قدم من المملكة المتحدة.
- 1 يناير – هربرت بورغيس (مواليد 1883) لاعب ومدرب كرة قدم إنجليزي.
- 31 يناير – فيفيان وودوارد (مواليد 1879) لاعب كرة قدم إنجليزي.[32]

### مارس
- 6 مارس – تشارلز إدوارد دوق ألباني وساكس كوبورج وغوتا (مواليد 1884) سياسي ألماني.[33]
- 28 مارس – وينيفريد ماكنير (مواليد 1877)

### أبريل
- 18 أبريل – جورج كاي (مواليد 1891)[34]

### مايو
- 6 مايو – بيرتي تشارلز فوربس (مواليد 1880) صحفي أمريكي.[35]

### يونيو
- 7 يونيو – آلان تورنغ (مواليد 1912) الاب الروحي لعلوم الحاسوب.[36]

### أغسطس
- 21 أغسطس – فرانسيس هوارد بيكرتون (مواليد 1889) مستكشف بريطاني.

### سبتمبر
- 1 سبتمبر – هاري كوردينج (مواليد 1891) ممثل بريطاني.[37]

### نوفمبر
- 1 نوفمبر – جون لينارد جونز (مواليد 1894)
- 5 نوفمبر – جاك جولدسوين (مواليد 1878)
- 12 نوفمبر – أليكس سميث (مواليد 1876)
- 16 نوفمبر – جورج فريدريك تشارلز سيرل (مواليد 1864) فيزيائي من المملكة المتحدة.[38]
- 29 نوفمبر – جورج روبي (مواليد 1869) لاعب كرة قدم إنجليزي.[39]

### ديسمبر
- 20 ديسمبر – جيمس هيلتون (مواليد 1900) كاتب بريطاني.[40]